# Todirostre de Miranda
Hemitriccus mirandae
Espèce
Statut de conservation UICN

 VU  : Vulnérable
Le todirostre de Miranda (Hemitriccus mirandae) est une espèce de passereaux placée dans la famille des Tyrannidae,.
Son nom commémore le zoologiste brésilien Alípio de Miranda-Ribeiro (1874-1939)

## Distribution
Cet oiseau vit dans les plaines de l'est du Brésil (États de Ceará, de Pernambouc et d'Alagoas).